# Mind Business
Mind Business je peti solistični studijski album slovenskega raperja N'toka (drugi v angleškem jeziku), izdan leta 30. novembra 2013 pri založbi Call and Response Records na Japonskem.
Mind Business je N'tokov drugi solistični album v angleškem jeziku in obsega trinajst pesmi.
Z glasbenega vidika gre za elektro-indietroničen album, združen s hiphopom, dodani pa so retro-sint vložki. Besedila so fragmentarna, zazrt pa ni zgolj v kritiko stanja duha slovenske družbe, temveč v realen prikaz tega stanja in v poziv ljudi k poboljšanju. Album se začne z govorom hindujskega guruja Swamija Vivekenade iz 11. septembra 1893, v katerem je vzpostavil stičišče med zahodno in vzhodno mislijo. V pesmi Mind Business govori o svobodi svoje misli, o tem, da se ne namerava podrejati niti medijem, niti novemu človeškemu čredništvu, ki ga je omenjal v prejšnjih albumih. Zagovarja svobodomiselne in predvsem aktivno misleče.V Minor Celebrity pa kritizira vse zvezdnike, ki po prvih prodanih milijonih skladb nato služijo še z lastno linijo oblačil, lastnim resničnostnim šovom, z blogi, ... z vsem tem pa spuščajo intelektualno raven mladih, ki ne premorejo lastnih idej in katerih vzorniki so.

## Glasba
Z glasbenega vidika gre za elektro-indietroničen album, združen s hip hopom, dodani pa so retro-sint vložki. Besedila so fragmentarna, zazrt pa ni zgolj v kritiko stanja duha slovenske družbe, temveč v realen prikaz tega stanja in v poziv ljudi k poboljšanju. Album se začne z govorom hindujskega guruja Swamija Vivekanande iz 11. septembra 1893 v Chicagu, v katerem je vzpostavil stičišče med zahodno in vzhodno mislijo.

## Kritični odziv
Odzivi na album so bili večinoma pozitivni. Na portalu Rockline je Sandi Sadar Šoba za album rekel, da je »drugačen od vsega, česar ste bili poprej vajeni s strani mladega kreativnega genija, kar kaže na to, da je mladenič še vedno v fazi evolucijske rasti in razcveta in da polovičarstva ter nekoherentnosti pri sebi ne dovoljuje nikoli.« Albumu je dal 4 zvezdice.
Borka je za Mladino povedala sledeče: »Mind Business ni soundtrack niti leta fiktivne slovenske krize niti leta svetovne fenomenološke shizofrenije. Je vešča (samo)ironična besedna igra, ob kateri bomo kimali pri nas in na Japonskem.« Album je ocenila s 4 zvezdicami.
Za Radio Študent pa je Tadej Droljc rekel: »Plošča Mind Business je tako kot celota izredno dober in profesionalni izdelek, vseeno pa mislim, da bomo morali počakati še kak album ali dva, preden bomo lahko ob glasbi tudi doma in ne samo na N’tokovih koncertih stali odprtih odprtih ust in izbuljenih oči.« Pohvalil je glasbo in besedila, kritiziral pa je aranžmaje pesmi »1989« in »Lion«. Album je bil uvrščen na 9. mesto na seznam Naj tolpa bumov 2013.

### Priznanja
| objava        | uvrstitev | seznam               |
| ------------- | --------- | -------------------- |
| Radio Študent | 9.        | Naj tolpa bumov 2013 |

## Seznam pesmi
Vse pesmi je napisal Miha Blažič.
1. »Future Perfect« – 0:58
2. »The Baddest« – 3:36
3. »No Brakes« – 3:45
4. »God Helps God« – 0:19
5. »Smile« – 2:33
6. »Mind Business« – 2:48
7. »1989« – 4:47
8. »Lion« – 3:41
9. »Nagoya« – 1:16
10. »Minor Celebrity« – 5:10
11. »URL« – 2:03
12. »Dunk« – 1:10
13. »Staycation« – 5:01

## Zasedba
- N'toko — izvedba, besedila
- Seijiro Murayama — bobni (3)
- Zanzano & Kaneko Yuki — izvedba pesmi »Nagoya«